# أوتبور!

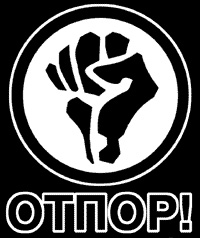

أوتبور (بالصربية Отпор وبالعربية تعني المقاومة!)، هي حركة قام بها شباب صربيا، تستعمل طريقة الكفاح غيرالعنيف كاستراتيجية لها. اعترف بدورها المهم والناجح في إسقاط سلوبودان ميلوسيفيتش في أكتوبر من سنة 2000.

## تكونها
تكونت هذه الحركة في العاشر من أكتوبر عام 1998، ردا على قوانين رادعة حول الجامعات وحول الإعلام، كانت الحكومة الصربية قد شرعتها خلال تلك السنة. وكان رئيس الحكومة آنذاك هو سلوبودان ميلوسيفيتش. في البداية، اقتصرت نشاطات الحركة على جامعة بلغراد
مباشرة بعد هجوم الناتو الجوي على يوغسلافيا السابقة سنة 1999 خلال حرب كوسوفو، بدأت حركة أوتبور حملتها السياسية ضد الرئيس اليوغسلافي سلوبودان ميلوسيفيتش، فنتج عن ذلك قمع بوليسي على مستوى الوطن كله ضد نشطاء الحركة، فاعتقل ما يزيد عن ألفي شخص ضرب بعض منهم.
خلال حملة الانتخابات الرئاسية في شتنبر عام 2000، رفعت الحركة شعارات منها ما مفاده «لقد انتهى»، ومنها ما مفاده «لقد حان الوقت»، مما زاد من الاستياء العام من ميلوسيفيتش مما قد يكون قد أدى إلى انهزامه.
عدد من الطلبة الذين قادوا حركة أوتبور، استعملوا الترجمة الصربية لكتابات جين شارپ حول الحركات غير العنيفة. استعملوها كقاعدة نظرية لحملتهم.
صارت أوتبور رمزا أساسيا من رموز الكفاح المناهض لميلوسيفيتش، وبذلك سببا من أسباب سقوطه. عملت أوتبور في صفوف الممتنعين عن الانتخابات أو المنتخبين المحبطين، مما جعلها تساهم في أكبر تحول في الانتخابات الرئاسية الفيدرالية للرابع والعشرين من شتنبر عام 2000.
أقنعت أوتبور عددا كبيرا من المنتخبين التقليديين أن يتركوا ميلوسيفيتش. وكان هذا الإقناع، ولو لحجج واهية، مسألة أساسية.
ميلوسيفيتش نجح في الماضي إقناع الشعب بأن معارضيه السياسيين كانوا خونة يعملون لمصالح أجنبية. أما فيما يخص أوتبور، فالمسألة اختلفت، ففشل هذا «التكتيك»، حيث القمع والسجن خلال صيف عام 2000، أكد نوايا التصويت ضده لدى عدد كبير من المنتخنين.

### ما بعد ميلوسيفيتش
خلال الشهور التي تلت سقوط ميلوسيفيتش في الخامس من أكتوبر، أصبح أعضاء أوتبور بصفة مفاجئة أبطالا في يوغسلافيا السابقة كلها كما في أعين الحكومات الغربية. الصورة الممثلة (LOGO) لحركة أوتبور والمتمثلة في يد بيضاء مغلوقة فوق لوحة سوداء انتشرت في كل مكان، حيث لبس المشهورون المحليون والشخصيات العامة ألبسة رسمت عليها تلك الصورة. انتشار تلك الصورة بهذا الشكل أظهر كثيرا من حلقات الوصولية والنفاق السياسي حيث سجل تبني حركة أوتبور ونشاطاتها من طرف شخصيات عرفوا بارتباطهم بالنظام القديم. وعدت الحركة أن تقف بالمرصاد ضد الرشوة، فبدأت مجموعة من الحملات ضدها، ولكنه بات واضحا أن أوتبور عانت مشاكل مرتبطة بالمشهد السياسي اليوغسلافي المتحول.

### دور الولايات المتحدة
مجموعة من نشطي الحركة رأوا أن مهمتها قد انتهت بما أن الديموقراطية قد حلت. ولذلك، تقلصت أوتبور خلال السنوات التي تلت سقوط سلوبودان ميلوسيفيتش، فصارت حزبا سياسيا، أهم تحدياته هو أن يقدم للناس برنامجا سياسيا متماسكا وكاملا.
دورها ضد ميلوسيفيتش أعطاها مكانة مهمة، ولكنه عندما كان ينبغي للحركة أن تحول هاته الشعبية إلى إيديولوجية قوية وواضحة، وقع الانفصال النهائي بينها وبين الشعب.
بخلاصة، كان واضحا للعيان ضد من كانت أوتبور، ولكنه لم يكن واضحا على الإطلاق ماذا كانت الحركة تمثل في المشهد السياسي الجديد. ولم يساعد في ذلك، الإعلان المتكرر في وسائل الإعلام المختلفة عن مساندة الولايات المتحدة الأمريكية للديموقراطية في صربيا.
انظر أيضا صندوق الهبة الوطنية من أجل الديمقراطية وإلى الوكالة الأمريكية للتنمية الدولية.

### تحول الحركة إلى حزب سياسي
في أواخر عام 2003، حين الانتخابات البرلمانية، تحولت أوتبور إلى حزب سياسي. لائحة مرشحي الحزب «أوتبور، حرية وتضامن وعدالة» فشلت فشلا كبيرا حيث لم تحصل إلا على 62116 صوتا (1.6% من مجموع الأصوات)، مما منعها من الدخول إلى البرلمان لأن الحد الأنى لدخوله هو 5%. انضمت الحركة إلى الحزب الديموقراطي الصربي في شتنبر من عام 2004.